# Clarkston (Utah)
Clarkston és una població dels Estats Units a l'estat de Utah. Segons el cens del 2000 tenia 688 habitants.

## Demografia
Segons el cens del 2000, Clarkston tenia 688 habitants, 206 habitatges, i 172 famílies. La densitat de població era de 276,7 habitants per km².
Dels 206 habitatges en un 47,1% hi vivien nens de menys de 18 anys, en un 76,7% hi vivien parelles casades, en un 4,9% dones solteres, i en un 16,5% no eren unitats familiars. En el 16% dels habitatges hi vivien persones soles el 9,2% de les quals corresponia a persones de 65 anys o més que vivien soles. El nombre mitjà de persones vivint en cada habitatge era de 3,34 i el nombre mitjà de persones que vivien en cada família era de 3,78.
Per edats la població es repartia de la següent manera: un 35,5% tenia menys de 18 anys, un 10,9% entre 18 i 24, un 23,4% entre 25 i 44, un 19,8% de 45 a 60 i un 10,5% 65 anys o més.
L'edat mediana era de 28 anys. Per cada 100 dones de 18 o més anys hi havia 100,9 homes.
La renda mediana per habitatge era de 40.592 $ i la renda mediana per família de 42.171 $. Els homes tenien una renda mediana de 32.344 $ mentre que les dones 20.000 $. La renda per capita de la població era de 13.626 $. Cap de les famílies i el 0,7% de la població estaven per davall del llindar de pobresa.

## Poblacions més properes
El següent diagrama mostra les poblacions més properes.